# Metanephrops taiwanicus
Metanephrops taiwanicus is een kreeftensoort uit de familie van de Nephropidae. De wetenschappelijke naam van de soort is voor het eerst geldig gepubliceerd in 1983 door Hu.